# Малинниковский сельсовет
Малинниковский сельсовет — упразднённая административно-территориальная единица, существовавшая на территории Московской губернии и Московской области до 1954 года.
Маринский сельсовет был образован в первые годы советской власти. По данным 1922 года он входил в состав Шараповской волости Сергиевского уезда Московской губернии.
В 1924 году Маринский с/с был переименован в Малинниковский сельсовет.
По данным 1926 года в состав сельсовета входили 6 населённых пунктов — Малинники, Бобырево, Волосково, Зажогино, Марино и Сторово.
В 1929 году Малинниковский с/с был отнесён к Сергиевскому (с 1930 — Загорскому) району Московского округа Московской области. При этом к нему были присоединены Ботовский и Слотинский с/с.
14 июня 1954 года Малинниковский с/с был упразднён. При этом его территория была передана в Березняковский с/с.